# Lassigny
Lassigny település Franciaországban, Oise megyében. Lakosainak száma 1436 fő (2022. január 1.). Lassigny Amy, Candor, Canny-sur-Matz, Dives, Fresnières és Plessis-de-Roye községekkel határos.

## Népesség
A település népességének változása:
| Lakosok száma | 1399 | 1398 | 1425 | 1399 | 1384 | 1382 | 1371 | 1403 | 1436 |
|               | 2013 | 2015 | 2016 | 2017 | 2018 | 2019 | 2020 | 2021 | 2022 |